# Socapex
Socapex ist ein Markenname der Firma Amphenol-Socapex und bezeichnet das Steckersystem SL61. Dieses umfasst rund 12 verschiedene Steckertypen mit bis zu 61 Kontakten. Der Begriff wird vor allem in der Veranstaltungstechnik für Lastkabel mit dem Steckertyp Socapex 419AR verwendet. Diese werden zum Verbinden von Dimmern und Scheinwerfern, zum Ansteuern mehrerer Motorkettenzüge oder als Zuleitung für Dauerverbraucher wie Movinglights eingesetzt. Dazu werden Übergänge auf die jeweiligen Netzstecker und Kupplungen verwendet. Diese werden wie folgt verkabelt:

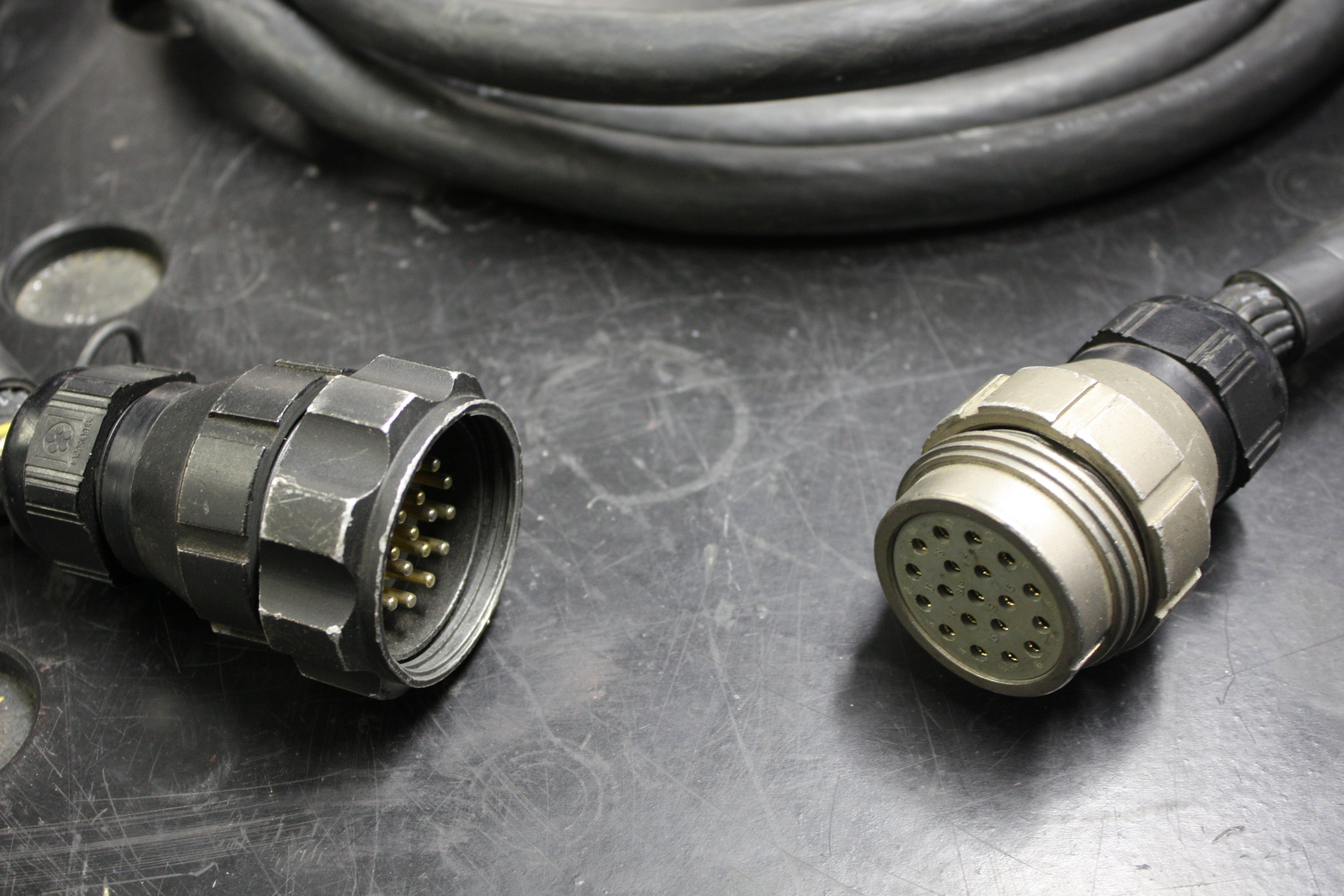
Socapex-Stecker, 19-polig

| PIN   | Belegung          |
| 1     | Circuit 1 Live    |
| 2     | Circuit 1 Neutral |
| 3     | Circuit 2 Live    |
| 4     | Circuit 2 Neutral |
| 5     | Circuit 3 Live    |
| 6     | Circuit 3 Neutral |
| 7     | Circuit 4 Live    |
| 8     | Circuit 4 Neutral |
| 9     | Circuit 5 Live    |
| 10    | Circuit 5 Neutral |
| 11    | Circuit 6 Live    |
| 12    | Circuit 6 Neutral |
| 13–18 | Erde              |
| 19    | nicht belegt      |